# Шухардт, Гуго
Гуго Эрнст Марио Шухардт (нем. Hugo Ernst Mario Schuchardt; 4 февраля 1842, Гота — 21 апреля 1927, Грац) — немецкий лингвист, специалист по лингвистической компаративистике, креольским, романским и баскскому языкам. Основатель и главный представитель Школы слов и вещей. Почётный член Эускальцайндии.

## Биография
Сын грацского магистрата, со стороны матери — родственник швейцарского поэта Филиппа Бриделя. Изучал классическую и романскую филологию в Йене у А. Шлейхера, затем с 1861 г. в Бонне у Ф. Дица. Защитил в 1864 г. докторскую диссертацию на латыни «О вокализме вульгарной латыни», которую в переработанном виде опубликовал в 1866 году. В этой работе Шухардт заложил основы исследования протороманских языков при помощи методики лингвистической генеалогии, разработанной Шлейхером.
Провёл несколько лет во франкоязычной Швейцарии. 30 апреля 1870 г. защитил в Лейпцигском университете диссертацию по ретороманскому языку на степень doctor habilis. Затем был профессором романской филологии в Грацском университете (Австро-Венгрия) вплоть до ухода в отставку в 1900 году.
Шухардт (в 1868 году) и И. Шмидт (в 1872) выдвинули «теорию волн» (волновую теорию) — теорию о распространении языковых инноваций из центра их появления к периферии, с которой связано зарождение лингвистической географии и ареальной лингвистики.
Внёс вклад в европейское филиппиноведение.
Шухардт исследовал не только романские, но и другие языки, в особенности баскский и креольские языки (в том числе такие жаргоны Европы XIX века, как «славяно-немецкий», «славяно-итальянский», влияние румынского языка на албанский и романских — на кельтские). Его исследования на эти темы хранятся в библиотеке Грацского университета.
Работы Шухардта были построены на основе традиций сравнительной лингвистики и этимологии. При этом Шухардт выступал критиком младограмматизма, законы которого он рассматривал как чрезмерно жёсткие. Его подход оказал влияние на последующее развитие лингвистической географии и структурализма Ф. де Соссюра.

## Шухардт и Испания
Шухардт оказал большое влияние на испанскую лингвистику. В 1875 г. он предпринял поездку в Испанию, где провёл исследование андалузского диалекта и его фонетики, общался со многими видными интеллектуалами Испании.
Также Шухардт был авторитетным исследователем баскского языка, написал работы, посвящённые его истории и фонетической эволюции, возможным связям с другими языками мира (прежде всего афразийскими — гипотеза, ныне отвергнутая специалистами).
Шухардт был одним из активном сторонников баско-иберской гипотезы, согласно которой исчезнувший иберский язык находился в близком родстве с баскским. К сожалению, большинство доводов Шухардта в пользу данной теории были основаны на ошибочных прочтениях иберских надписей, утративших смысл после дешифровки М. Гомеса-Морено. Исключение составляет сохраняющая актуальность и в настоящее время работа по иберским личным именам.

## Сочинения
- Der Vokalismus des Vulgärlateins (3 volúmenes) (1866—1868)
- Die «Cantes Flamencos»  (1881)
- Kreolische Studien (9 volúmenes) (1882—1891)
- Über die Lautgesetze. Gegen die Junggrammatiker (1885)
- Romanische Etymologien (2 volúmenes) (1898—1899)
- Die iberische Deklination (1907)
- Sprachursprung (3 volúmenes) (1919—1920)
- Primitiae Lingvae Vasconum (1923)
- Hugo Schuchardt-Brevier : Ein Vademecum der allgemeinen Sprachwissenschaft (1928) (Leo Spitzer, ed.)
- Pidgin and Creole Languages: Selected Essays (reedición antológica de 1980), Cambridge. ISBN 0521227895.
- 'On the Indo-Portuguese of Ceylon': a translation of a Hugo Schuchardt Manuscript (Shihan De Silva Jayasuriya ed.) separata de Portuguese Studies 15/1999.

### В том числе опубликованные в Интернете
- La declinación ibérica (1) Архивная копия от 30 сентября 2007 на Wayback Machine yLa declinación ibérica (2) Архивная копия от 30 сентября 2007 на Wayback Machine Revista Internacional de Estudios Vascos 1/5 1907 y 2/1 1908.
- Baskisch-Hamitische wortvergleichungen Архивная копия от 29 сентября 2007 на Wayback Machine RIEV 7/3 1913.
- Iberische Epigraphik. Die Bleitafel von Alcoy Архивная копия от 30 сентября 2007 на Wayback Machine Revista Internacional de Estudios Vascos 14/3 1923 pp. 507—516.